# FFASサッカーリーグ
FFASシニアリーグ（FFAS Senior League）は、アメリカ領サモアにおけるサッカーの国内最上位リーグ。アメリカ領サモアサッカー連盟（FFAS）によって主催される。

## 参加クラブ
2013年シーズン
- ブラック・ローゼス（パゴパゴ）
- キーウィ・サッカーズ
- ライオン・ハーツ
- パゴ・ユースA（パゴパゴ）
- パゴ・ユースB
- タフナ・ジェッツ
- ウトゥレイ・ユース
- ヴァイトギ・ユナイテッド

## 歴代優勝クラブ
| - 1981: パゴ・イーグルス - 1982: パゴ・イーグルス - 1983: Nuu'uli FC - 1984: 不明 - 1985: 不明 - 1986: 不明 - 1987: 不明 - 1988: 不明 - 1989: 不明 - 1990: 不明 - 1991: 不明 - 1992: Nuu'uli FC - 1993: 不明 - 1994: 不明 - 1995: 不明 - 1996: 不明 - 1997: パゴ・イーグルス - 1998: 不明 - 1999: コニカ・マシンFC - 2000: パンサ・イーストFC / ワイルド・ワイルド・ウエスト | - 2001: パンサ・イーストFC - 2002: パンサ・イーストFC - 2003: マヌメア - 2004: 不明 - 2005: パンサ・イーストFC - 2006: タフナ・ジェッツ - 2007: コニカFC - 2008: パゴ・ユースFC - 2009: ブラック・ローゼス - 2010: パゴ・ユースFC - 2011: パゴ・ユースFC - 2012: パゴ・ユースFC - 2013: FC SKBC (South Korean Baptist Church) - 2014: ウトゥレイ・ユース - 2015: ウトゥレイ・ユース - 2016: パゴ・ユースFC - 2017: パゴ・ユースFC - 2018: パゴ・ユースFC - 2019: パゴ・ユースFC |